# Wandamen
Het Wandamen (Wondama) is een taal die wordt gesproken door ongeveer 8000 mensen die langs de Wandamenbaai wonen. De Wandamenbaai ligt in het westen van de Geelvinkbaai in de provincie West-Papoea in Indonesië.

## Classificatie
- Austronesische talen
  - Malayo-Polynesische talen
    - Oost-Malayo-Polynesische talen
      - Zuid-Halmahera-West-Nieuw-Guinese talen
        - West-Nieuw-Guinese talen
          - Cenderawasihbaaitalen

Het Wandamen staat dicht bij de West Yapen-talen, het is mogelijk dat deze tezamen een dialectcontinuüm vormen.

## Dialecten
Er worden verschillende dialecten onderscheiden, namelijk die van Windesi, Bintuni, Wamesa en Wasior.

## Typologie
Het Wandamen kent naast het enkelvoud en meervoud ook een tweevoud. Waar talen als Waropen alleen prefixen en suffixen kent, heeft het Wandamen ook infigatie bij de werkwoordsvervoeging. Bij deze werkwoordsvervoeging treedt ook medeklinkersandhi op. Net als veel omringende Austronesische talen heeft het Wandamen een voorkeur voor open lettergrepen, met andere woorden er komen weinig lettergrepen voor die op een medeklinker eindigen, maar ze zijn er wel.
Het numeriek systeem is vijftallig, dat wil zeggen er wordt geteld tot 5 daarna 5+1, 5+2, 5+3 etc. Er zijn geen tientallen maar twintigtallen, dus 30 wordt 20+10.

## Fonologie
In het Wandamen onderscheiden we de volgende fonemen:
Vocalen:
| Voor | Centraal | Achter |
| [i]  |          | [u]    |
| [e]  |          | [o]    |
|      | [a]      |        |

Consonanten:
|                       | Labiaal | Dentaal | Alveolair | Palataal | Velair |
| Plofklank             | [p] [b] | [t] [d] |           |          | [k]    |
| Wrijfklank            | [v]     |         | [s]       |          |        |
| Semi-vocalen en trill | [w]     |         | [r]       | [y]      |        |
| Neusklank             | [m]     | [n]     |           | [ŋ]      |        |

Accentuering gebeurt door middel van klemtoon en deze valt op de een-na-laatste lettergreep.